# Луїс Перальта
Луїс Перальта (ісп. Luis Peralta, нар. 12 жовтня 1988) — нікарагуанський футболіст, півзахисник клубу «Вальтер Ферретті» та національної збірної Нікарагуа.

## Клубна кар'єра
У дорослому футболі дебютував 2013 року виступами за команду «Дір'янхен», в якій провів два сезони, взявши участь у 57 матчах чемпіонату. Більшість часу, проведеного у складі «Дір'янхена», був основним гравцем команди.
До складу клубу «Вальтер Ферретті» приєднався 2015 року. Відтоді встиг відіграти за команду з Манагуа 68 матчів в національному чемпіонаті.

## Виступи за збірну
2014 року дебютував в офіційних матчах у складі національної збірної Нікарагуа. 
У складі збірної був учасником розіграшу Золотого кубка КОНКАКАФ 2017 року у США.
Наразі провів у формі головної команди країни 16 матчів, забивши 1 гол.